# 通天宫
通天宫，位于中国福建省泉州市鲤城区开元街道泉山社区北门街通天巷，始建于宋，祭祀在唐代安史之乱中坚守睢阳的忠勇将军张巡。2001年5月，通天宫公布为第五批泉州市文物保护单位。